# Zawsie (Długie)
Zawsie – część wsi Długie w Polsce położona w województwie podkarpackim, w powiecie krośnieńskim, w gminie Jedlicze..
W latach 1975–1998 Zawsie administracyjnie należało do województwa krośnieńskiego.